# Kelstrup (Odsherred)
Kelstrup is een plaats in de Deense regio Seeland, gemeente Odsherred. De plaats telt 235 inwoners (2008).